# Thaumetopoea abdallah
Thaumetopoea abdallah är en fjärilsart som beskrevs av Charles E. Rungs 1957. Thaumetopoea abdallah ingår i släktet Thaumetopoea och familjen tandspinnare. Inga underarter finns listade i Catalogue of Life.